# Cermegești (gmina Lădești)
Cermegești – wieś w Rumunii, w okręgu Vâlcea, w gminie Lădești. W 2011 roku liczyła 276 mieszkańców.